# Оно (Фукуй)

35°58′50″ пн. ш. 136°29′15″ сх. д. / 35.98056° пн. ш. 136.48750° сх. д.
О́но (яп. 大野市, おおのし, МФА: [oːno ɕi̥]) — місто в Японії, в префектурі Фукуй.

## Короткі відомості
Розташоване в східній частині префектури, у верхній течії річки Кудзурю. Виникло на основі середньовічних сільських поселень. В ранньому новому часі перетворене на призамкове містечко самурайського роду Дой. Основою економіки є текстильна промисловість, виробництво електротоварів, комерція. Традиційне ремесло — виготовлення мотузкових прикрас. В місті розташовані гірськолижні курорти. Станом на 1 червня 2009 площа міста становила 872,30 км². Станом на 1 липня 2011 населення міста становило 34 775 осіб.